# Шпотя, Александр Павлович
Александр Павлович Шпотя — советский хозяйственный, государственный и политический деятель, Герой Социалистического Труда.

## Биография
Родился в 1931 году в селе Варваровка. Член КПСС.
С 1947 года — на хозяйственной, общественной и политической работе. В 1947—1991 гг. — прицепщик, механизатор, бригадир тракторной бригады №1 Кременской машинно-тракторной станции, бригадир тракторной бригады колхоза «Большевик» Кременского района Луганской области Украинской ССР. 
Указом Президиума Верховного Совета СССР от от 19 апреля 1967 года за достигнутые успехи в увеличении производства и заготовок зерна в 1966 году присвоено звание Героя Социалистического Труда с вручением ордена Ленина и золотой медали «Серп и Молот».
Делегат XXIV и XXV съездов КПСС.
За выдающиеся достижения в работе и распространение прогрессивных методов сельскохозяйственного производства удостоен Государственной премии Украинской ССР 1981 года.
Умер в селе Варваровке в 2000 году.